# П'ятков Віктор Євгенович
Віктор Євгенович П'ятков (5 листопада 1929, село Сергієвка, тепер Буздяцького району, Башкортостан, Російська Федерація — 3 вересня 2008, місто Нефтеюганськ, Ханти-Мансійський автономний округ — Югра, Тюменська область, Російська Федерація) — радянський діяч, новатор виробництва, оператор із видобутку нафти і газу нафтогазовидобувного управління «Юганськнафта» Головтюменьнафтогазу. Кандидат у члени ЦК КПРС у 1981—1986 роках. Герой Соціалістичної Праці (2.03.1981).

## Життєпис
Народився в селянській родині. У 1944 році закінчив сім класів сільської школи, працював у колгоспі.
З вересня 1946 року — учень столяра, столяр Башкирського заводу дубильних екстрактів «Дубитель» в місті Уфі. У 1946—1950 роках — різальник металу  Уфимського моторобудівного заводу Башкирської АРСР.
У 1950—1955 роках — служба у Радянській армії, на Тихоокеанському флоті.
У 1955—1956 роках — столяр Туймазинського будівельно-монтажного управління № 15 Башкирської АРСР.
У 1956—1965 роках — оператор з видобутку нафти і газу нафтопромислового управління «Туймазанафта», потім «Октябрьскнафта» Башкирської АРСР.
У 1961 році закінчив Серафимівську середню школу робітничої молоді.
Член КПРС з 1963 року.
У вересні 1965—1989 роках — оператор із видобутку нафти і газу нафтогазовидобувного управління «Юганськнафта» Головтюменьнафтогазу міста Нефтеюганська Ханти-Мансійського автономного округу.
Указом Президії Верховної Ради СРСР від 2 березня 1981 року за видатні виробничі досягнення, дострокове виконання завдань десятої п'ятирічки і соціалістичних зобов'язань, виявлену трудову доблесть П'яткова Віктору Євгеновичу присвоєно звання Героя Соціалістичної Праці з врученням ордена Леніна і золотої медалі «Серп і Молот».
З 1989 року — на пенсії в місті Нефтеюганську Ханти-Мансійського автономного округу.
Помер 3 вересня 2008 року. Похований на цвинтарі міста Нефтеюганська.

## Нагороди і звання
- Герой Соціалістичної Праці (2.03.1981)
- два ордени Леніна (30.03.1971, 2.03.1981)
- медаль «За освоєння надр і розвиток нафтогазового комплексу Західного Сибіру»
- срібна медаль ВДНГ СРСР
- медалі
- Почесний нафтовик СРСР
- Відмінник нафтовидобувної промисловості СРСР